# Platypalpus lii
Platypalpus lii är en tvåvingeart som beskrevs av Yang 1989. Platypalpus lii ingår i släktet Platypalpus och familjen puckeldansflugor. Inga underarter finns listade i Catalogue of Life.